# NGC 206
NGC 206 é uma brilhante nuvem estelar na galáxia de Andrômeda.